# Ascoli Calcio 1898 FC
L'Ascoli Calcio 1898 FC o simplement Ascoli Calcio és un club de futbol d'Itàlia, de la ciutat d'Ascoli Piceno, a les Marques. Va ser fundat en 1898 i actualment juga a la Serie B de la lliga italiana.

## Palmarès
- Copa Mitropa (1): 1987